# インド交響楽団
インド交響楽団（インドこうきょうがくだん、英語: Symphony Orchestra of India、略称:SOI）は、インドのムンバイに本拠を置くオーケストラ。

## 概要
2006年にムンバイのナショナル・センター・オブ・パフォーミング・アーツ（NCPA）によって設立され、NCPAがその本拠地となっている。創設以来、カザフスタン出身の著名なヴァイオリニストであるマラト・ビゼンガリエフが音楽監督を務める。ビゼンガリエフは、インドにおける唯一のプロ・オーケストラとして、芸術的水準を国際的なものとするため、カザフスタンやロシアなどから優れた外国人奏者を積極的に招き入れた。
楽団のレパートリーは「堅実な主流」の西洋クラシック作品を中心としつつ、インドの伝統楽器を取り入れた作品にも積極的に取り組んでいる。
国際ツアーは、2010年のロシア、2013年のオマーン、2015年のアラブ首長国連邦、2016年のスイス、特に2019年のイギリス公演は高い評価を受けた。
地元ムンバイ出身のズービン・メータが2023年の初共演以来毎年客演している。

## 音楽監督・指揮者等
- マラト・ビゼンガリエフ (音楽監督 2006年- )
- ゼイン・ダラル (常任指揮者 2007年-2014年) (副音楽監督 2014年- )
- エフゲニー・ブシュコフ (常任指揮者 2017年- )
- マーティン・ブラビンズ (2026年- ) 次期首席指揮者[8]